# Камбалоподібний м'яз
Камбалоподібний м'яз (Камбаловидний м'яз, лат. Musculus soleus) — частина триголового м'яза гомілки, широкий плоский товстий м'яз гомілки, що залягає всередині від литкового м'яза. Камбалоподібний м'яз зверху прикріплюється до голівки і верхньої третини тіла малогомілкової кістки по її задній поверхні, а також до лінії камбалоподібного м'яза великогомілкової кістки ; знизу м'яз ахілловим сухожиллям кріпиться до п'яткового пагорба. Бере участь у згинанні стопи в гомілковостопному суглобі.

## Ілюстрації

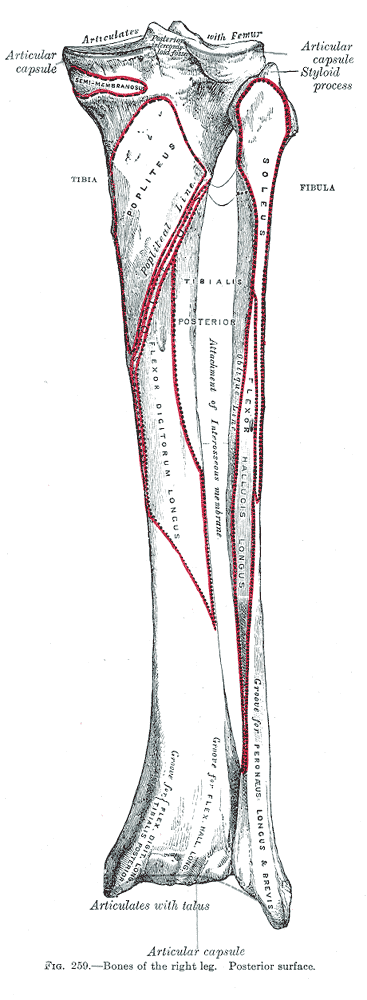
Кістки правої ноги, заднього виду.
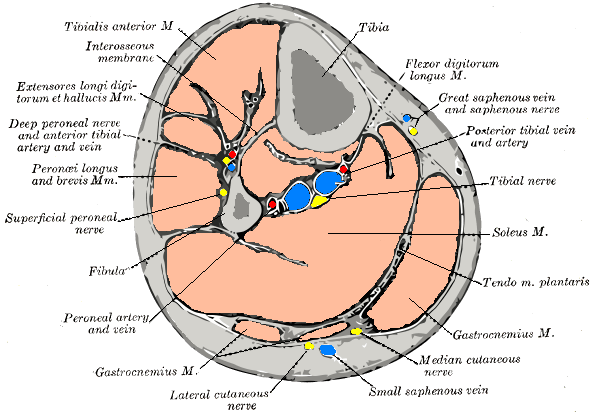
М'язи нижньої кінцівки, аксіальний зріз.
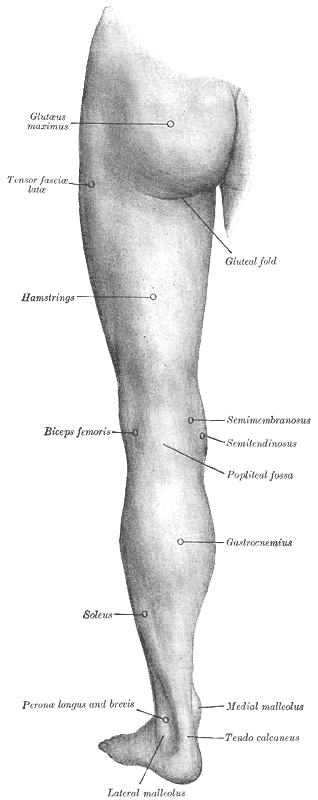
Ліва нога, заднього виду.